# BB&T Atlanta Open 2015
BB&T Atlanta Open 2015 byl tenisový turnaj pořádaný jako součást mužského okruhu ATP World Tour, který se hrál na otevřených dvorcích s tvrdým povrchem v Atlantic Station. Konal se mezi 27. červencem až 2. srpnem 2015 v americké Atlantě jako 28. ročník turnaje.
Událost představovala otevírací akci mužské části US Open Series 2015. Turnaj s rozpočtem 659 070 dolarů patřil do kategorie ATP World Tour 250. Nejvýše nasazeným hráčem ve dvouhře se stal dvojnásobný obhájce titulu a osmnáctý tenista světa John Isner ze Spojených států, který si připsal hattrick – třetí triumf v řadě. Deblovou soutěž ovládl nejlepší světový pár amerických dvojčat Boba a Mika Bryanových. Sourozenci tak společně získali rekordní 107. trofej ze čtyřhry.
Na okruh ATP Tour se vrátil bývalý první hráč světa Andy Roddick, když od pořadatelů obdržel divokou kartu do čtyřhry v páru s americkým krajanem Mardym Fishem.

## Rozdělení bodů a finančních odměn

### Rozdělení bodů
| Soutěž       | vítězové | finalisté | semifinalisté | čtvrtfinalisté | 16 v kole | 32 v kole | Q  | Q3 | Q2 | Q1 |
| ------------ | -------- | --------- | ------------- | -------------- | --------- | --------- | -- | -- | -- | -- |
| dvouhra mužů | 250      | 150       | 90            | 45             | 20        | 0         | 12 | 6  | 0  | 0  |
| čtyřhra mužů | 250      | 150       | 90            | 45             | 0         |           |    |    |    |    |

### Finanční odměny
| Soutěž                              | vítězové | finalisté | semifinalisté | čtvrtfinalisté | 16 v kole | 32 v kole | Q2   | Q1   |
| dvouhra                             | $106 565 | $56 125   | $30 400       | $17 320        | $10 205   | $6 050    | $975 | $465 |
| čtyřhra                             | $32 370  | $17 020   | $9 220        | $5 280         | $3 090    | —         | —    | —    |
| částka ve čtyřhře je uvedena na pár |          |           |               |                |           |           |      |      |

## Mužská dvouhra

### Nasazení
| Stát                             | Hráč             | ATP | Nasazení |
| -------------------------------- | ---------------- | --- | -------- |
| USA                              | John Isner       | 18. | 1.       |
| Kanada                           | Vasek Pospisil   | 30. | 2.       |
| USA                              | Jack Sock        | 31. | 3.       |
| Francie                          | Adrian Mannarino | 33. | 4.       |
| Kypr                             | Marcos Baghdatis | 45. | 5.       |
| USA                              | Steve Johnson    | 46. | 6.       |
| Lucembursko                      | Gilles Müller    | 52. | 7.       |
| Německo                          | Benjamin Becker  | 53. | 9.       |
| Žebříček ATP k 20. červenci 2015 |                  |     |          |

### Jiné formy účasti
Následující hráči obdrželi divokou kartu do hlavní soutěže:
- Christopher Eubanks
- Ryan Harrison
- Frances Tiafoe

Následující hráči postoupili z kvalifikace:
- Somdev Devvarman
- Jared Donaldson
- Austin Krajicek
- Denis Kudla

### Odhlášení
před zahájením turnaje
- Kevin Anderson → nahradil jej Go Soeda
- Chung Hyeon → nahradil jej Dudi Sela
- Janko Tipsarević → nahradil jej Ričardas Berankis

### Skrečování
- Michael Berrer

## Mužská čtyřhra

### Nasazení
| Stát                                                                        | Hráč           | Stát        | Hráč          | ATP> | Nasazení |
| --------------------------------------------------------------------------- | -------------- | ----------- | ------------- | ---- | -------- |
| USA                                                                         | Bob Bryan      | USA         | Mike Bryan    | 2.   | 1.       |
| Kanada                                                                      | Vasek Pospisil | USA         | Jack Sock     | 29.  | 2.       |
| USA                                                                         | Eric Butorac   | Nový Zéland | Artem Sitak   | 83.  | 3.       |
| Chorvatsko                                                                  | Mate Pavić     | Nový Zéland | Michael Venus | 102. | 4.       |
| Žebříček ATP k 20. červenci 2015; číslo je součtem umístění obou členů páru |                |             |               |      |          |

### Jiné formy účasti
Následující páry obdržely divokou kartu do hlavní soutěže:
- Christopher Eubanks /  Donald Young
- Mardy Fish /  Andy Roddick

## Přehled finále

### Mužská dvouhra
- John Isner vs.  Marcos Baghdatis, 6–3, 6–3

### Mužská čtyřhra
- Bob Bryan /  Mike Bryan vs.  Colin Fleming /  Gilles Müller, 4–6, 7–6(7–2), [10–4]